# Žárovná
Žárovná (jusqu'en 1924 : Žárovna ; en allemand : Scharowna, précédemment : Zarowna) est une commune du district de Prachatice, dans la région de Bohême-du-Sud, en République tchèque. Sa population s'élevait à 116 habitants en 2023.

## Géographie
Žárovná se trouve à 9 km au nord-ouest de Prachatice, à 44 km à l'ouest-nord-ouest de České Budějovice et à 122 km au sud-sud-ouest de Prague.
La commune est limitée par Radhostice au nord, par Vlachovo Březí au nord-est, par Lažiště à l'est, et par Šumavské Hoštice au sud et à l'ouest.

## Histoire
La première mention écrite du village date de 1394.

## Galerie

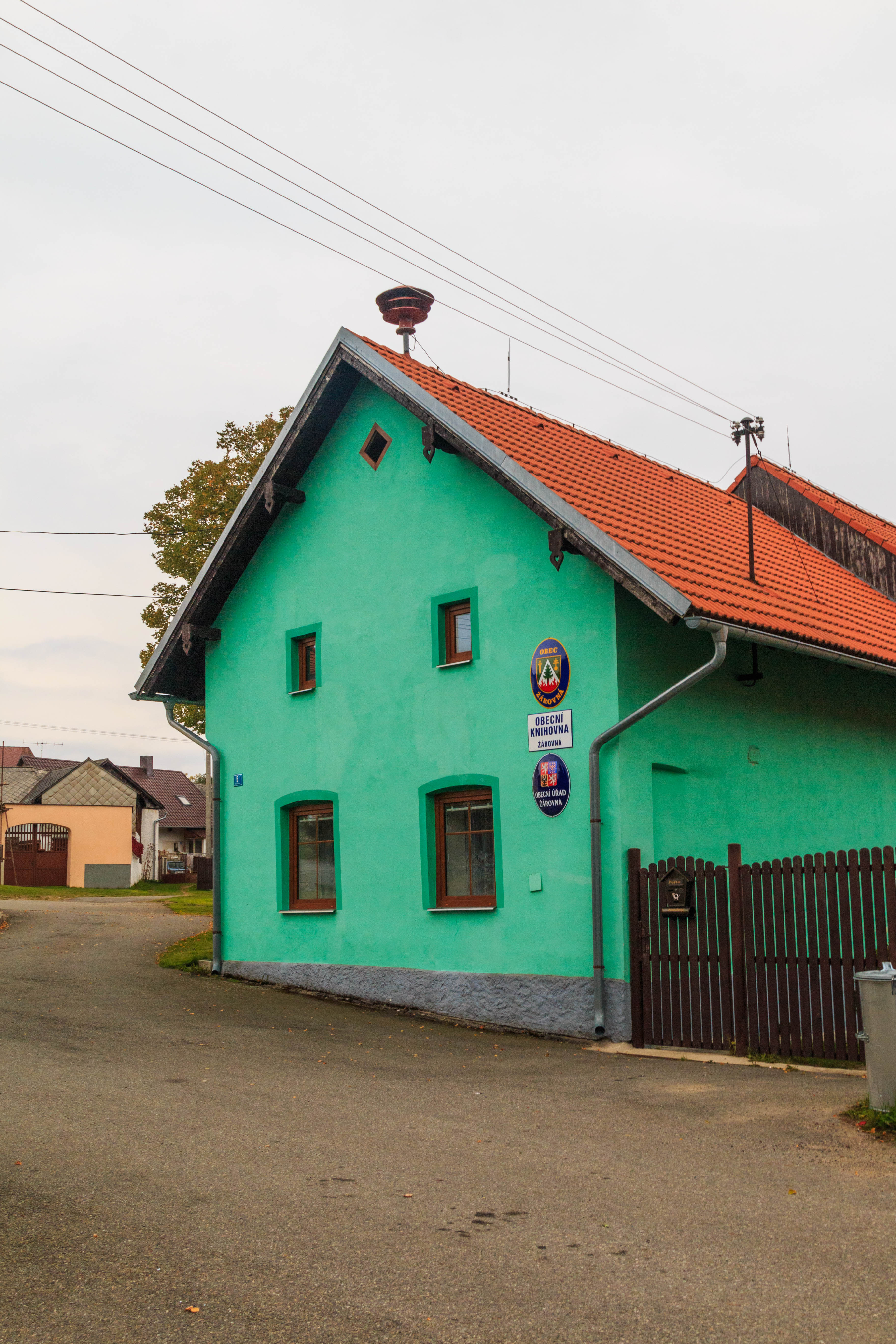
La mairie.
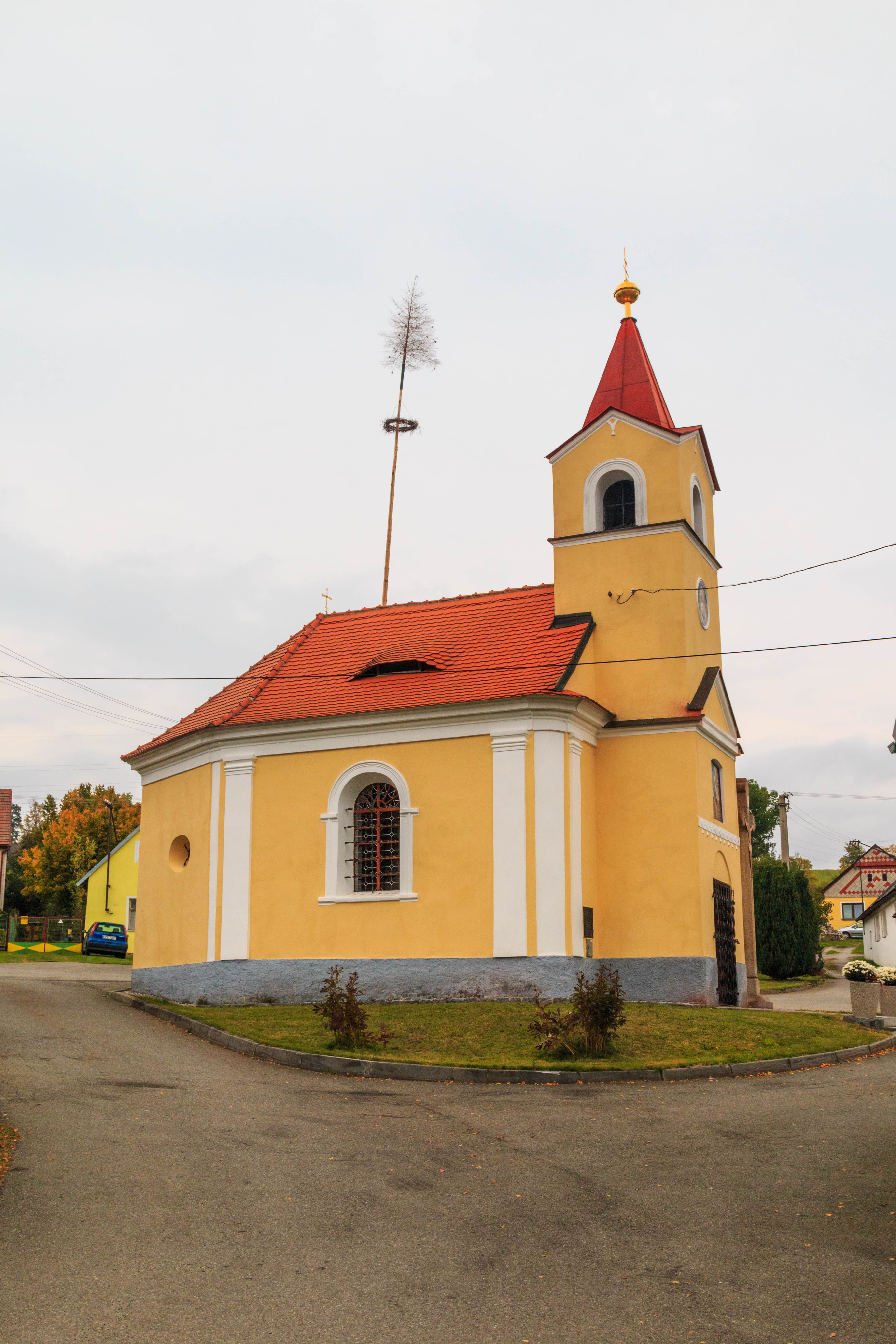
Chapelle.

## Transports
Par la route, Žárovná se trouve à 13 km de Prachatice, à 50 km de Ceské Budejovice et à 148 km de Prague.